# Пропутовање
„Пропутовање” је југословенски и српски филм из 1999. године. Режирали су га Душан Поповић, Срђан Радојковић и Марко Шопић.

## Улоге
| Глумац                | Улога                                        |
| --------------------- | -------------------------------------------- |
| Саша Али              | (сегмент "Наташа")                           |
| Светлана Бојковић     | (сегмент "Пропутовање")                      |
| Предраг Ејдус         | Борислав - старији (сегмент "Сребрни метак") |
| Иван Јевтовић         | Владимир - млађи (сегмент "Сребрни метак")   |
| Гордан Кичић          | (сегмент "Наташа")                           |
| Бојана Ковачевић      | Ана (сегмент "Сребрни метак")                |
| Миодраг Мики Крстовић | Доктор (сегмент "Сребрни метак")             |
| Дејан Луткић          | Главни скојевац (сегмент "Сребрни метак")    |
| Павле Пекић           | Борислав - млађи (сегмент "Сребрни метак")   |

Остале улоге ▼
| Глумац                | Улога                                      |
| --------------------- | ------------------------------------------ |
| Драган Петровић Пеле  | Главни полицајац (сегмент "Сребрни метак") |
| Ружица Сокић          | Комшиница Вера (сегмент "Сребрни метак")   |
| Данило Бата Стојковић | Стојан (сегмент "Сребрни метак")           |
| Јелена Жигон          | Марија (сегмент "Сребрни метак")           |
| Катарина Жутић        | (сегмент "Пропутовање")                    |